# Neolamprologus
Neolamprologus là một chi cá trong họ Cichlidae thuộc bộ cá vược, chi cá này có nhiều loài cá được ưa chuộng để nuôi làm cá cảnh vì màu sắc đẹp và tập tính dễ nuôi.

## Các loài
Chi này có hơn 50 loài sau:
- Neolamprologus bifasciatus Büscher, 1993
- Neolamprologus boulengeri Steindachner, 1909
- Neolamprologus brevis Boulenger, 1899
- Neolamprologus brichardi Poll, 1974
- Neolamprologus buescheri Staeck, 1983
- Neolamprologus cancellatus Aibara, T. Takahashi & Nakaya, 2005
- Neolamprologus caudopunctatus Poll, 1978
- Neolamprologus chitamwebwai Verburg & I. R. Bills, 2007
- Neolamprologus christyi Trewavas & Poll, 1952
- Neolamprologus crassus Brichard, 1989
- Neolamprologus cylindricus Staeck & Seegers, 1986
- Neolamprologus devosi Schelly, Stiassny & Seegers, 2003
- Neolamprologus falcicula Brichard, 1989
- Neolamprologus fasciatus Boulenger, 1898
- Neolamprologus furcifer Boulenger, 1898
- Neolamprologus gracilis Brichard, 1989
- Neolamprologus hecqui Boulenger, 1899
- Neolamprologus helianthus Büscher, 1997
- Neolamprologus leleupi Poll, 1956
- Neolamprologus leloupi Poll, 1948
- Neolamprologus longicaudatus Nakaya & Gashagaza, 1995
- Neolamprologus longior Staeck, 1980
- Neolamprologus marunguensis Büscher, 1989
- Neolamprologus meeli Poll, 1948
- Neolamprologus modestus Boulenger, 1898
- Neolamprologus mondabu Boulenger, 1906
- Neolamprologus multifasciatus Boulenger, 1906
- Neolamprologus mustax Poll, 1978
- Neolamprologus niger Poll, 1956
- Neolamprologus nigriventris Büscher, 1992
- Neolamprologus obscurus Poll, 1978
- Neolamprologus olivaceous Brichard, 1989
- Neolamprologus pectoralis Büscher, 1991
- Neolamprologus petricola Poll, 1949
- Neolamprologus pleuromaculatus Trewavas & Poll, 1952
- Neolamprologus prochilus R. M. Bailey & D. J. Stewart, 1977
- Neolamprologus pulcher Trewavas & Poll, 1952
- Neolamprologus savoryi Poll, 1949
- Neolamprologus schreyeni Poll, 1974
- Neolamprologus sexfasciatus Trewavas & Poll, 1952
- Neolamprologus similis Büscher, 1992
- Neolamprologus splendens Brichard, 1989
- Neolamprologus tetracanthus Boulenger, 1899 (Fourspine cichlid)
- Neolamprologus timidus S. O. Kullander, Norén, Mi. Karlsson & Ma. Karlsson, 2014 [1]
- Neolamprologus toae Poll, 1949
- Neolamprologus tretocephalus Boulenger, 1899
- Neolamprologus variostigma Büscher, 1995
- Neolamprologus ventralis Büscher, 1995
- Neolamprologus walteri Verburg & I. R. Bills, 2007
- Neolamprologus wauthioni Poll, 1949